# Путинцов, Василий Петрович
Василий Петрович Путинцов (Путимцев, Путимцов) — русский государственный деятель. Действительный статский советник. Смоленский вице-губернатор, Вологодский губернатор (1800).

## Биография
Василий Петрович Путинцов родился 20 февраля 1733 года, в Калужской губернии.
Поступил на военную службу, служил в Первом Московском полку. Позже был переведён в 25-й Смоленский полк, где получил звание полковника. В 1778 году был назначен Советником Костромской казённой палаты, после чего стал Председателем Астраханской палаты суда и расправы, кем был до 1799 года. Носил чин Действительного статского советника.
6 марта 1799 года, был назначен Смоленским вице-губернатором. В должности пробыл около года. 9 февраля 1800 года переведён на должность Губернатора Вологодской губернии. 9 июня того же года освобождён от должности. Последний год жил при Тихоновой пустыни в Калужской губернии.
Скончался 4 октября 1802 года. Похоронен на кладбище Тихоновой пустыни.